# 愛媛県総合運動公園陸上競技場
愛媛県総合運動公園陸上競技場（えひめけんそうごううんどうこうえんりくじょうきょうぎじょう）は、愛媛県松山市の愛媛県総合運動公園内にある陸上競技場兼球技場。施設は愛媛県が所有し、TOBEMORI SEEDSが指定管理者として運営管理を行っている。
日本プロサッカーリーグ（Jリーグ）愛媛FCのホームゲームや全国高等学校サッカー選手権大会愛媛県大会などのサッカー、陸上競技大会などが開催される。以前は愛媛マラソンも開催されていた。また、第72回国民体育大会（2017年）やねんりんピック愛顔のえひめ2023開会式の会場としても使用された。
伊予市に本社を置くニンジニアネットワークが命名権を取得しており、2008年3月から「ニンジニアスタジアム」（略称「ニンスタ」）の呼称を用いている（詳細は後述）。

## 施設

### 沿革
本競技場は1980年に開かれた昭和55年度全国高等学校総合体育大会（インターハイ）のメイン会場として整備された。愛媛マラソンなど、主として陸上競技の大会に用いられてきたが、目立った整備は行なわれず、1993年までナイター照明設備を有しなかった。
1993年のJリーグ公式戦・サントリーシリーズのサンフレッチェ広島×鹿島アントラーズの試合では特別に移動照明車6基を投入してナイターとして開催された。
1994年から正式なナイター照明塔4基を設置した。
1995年10月28日、『デサントアディダスマッチ』として、サッカー日本代表×サッカーサウジアラビア代表の国際Aマッチが開催。
2004年、愛媛FC（当時日本フットボールリーグ（JFL）所属）が、Jリーグ ディビジョン2昇格にはホームゲームスタジアムの規格を満たす必要があると指摘され、愛媛県はスタジアム改修のための予算を付け、2005年にはバックスタンドとコーナースタンドの一部芝生席の座席化を行った。
2005年、中四国地方で初めてジャパンラグビートップリーグの公式戦が行われた。
2007年からはライブイベントのa-nationも行われている。
2011年、入口にニンジニアスタジアムと書かれた大きなゲートが設置された。
2011年6月18日、サッカー国際親善試合・日本女子代表×韓国女子代表が開催（観客数は4,202名）。
2013年2月、コーナースタンド芝生席の椅子席化が行われ、同時に大型映像装置が設置された。
2014年3月、グラウンドの天然芝の張り替えと，バックスタンドの椅子席化が完了した。
2016年、屋根の張替をはじめとするメインスタンドの改修が終了した。

### 設備改修の経過
課題としてスタジアムの全面改修工事が上げられていた。愛媛県で2017年開催予定の第72回国民体育大会（愛顔つなぐえひめ国体）のメイン会場として使用することを目的とした改修工事（座席=個別席とベンチ込みで3万人程度収容という最終形のみ明かしていた）の実施を目指していた。
2005年、愛媛FCのJリーグ参入のためには早急な改修が必要とする鈴木昌チェアマンの勧告から、電光掲示板（移動式の簡易型。但し選手紹介などで簡単な動画を掲載することがあるため、リボンビジョンとほぼ同じ形式である）とメインスタンドの個別席化に関しては2005年9月の補正予算案で整備費用を計上した。
今後、全面完成を目指し、芝生席の座席への変更 や、来賓席（VIP室）やトイレの改修などを行う計画を予定している。座席に関しては2012年4月～12月にコーナー部のスタンドの全面座席化を完了させており、続いて2012年12月からはバックスタンドの全面座席化工事行い、2013年度中に工事が完了して、愛媛FCのJ1ライセンスが2014年より交付された。また同時に大型映像装置がサイドスタンド後方に設置された。2014年度終盤から2015年度にかけてはメインスタンドの座席、屋根の張替などの全面改修が行われ、その間メインスタンドは全面閉鎖された。

### 概要
- 日本陸上競技連盟第1種公認・ワールドアスレティックスクラス2認証
- トラック：1周400m×8レーン
- 収容人員：21,585人（メインスタンドは2014年度より一部閉鎖）
- 照明設備あり（鉄塔4基）
- 電光掲示板あり（第3・4コーナー付近　映像装置は三菱電機製オーロラビジョン　2013年設置）
- フィールド - 106m×69.5m

駐車場は、公園内の駐車場を利用するが、愛媛県立とべ動物園や他のスポーツ施設との共同になる。
なお、メインスタンド中央からバックスタンドセンターポールの延長線上は石鎚山である。

## 施設命名権
競技場を保有する愛媛県では財政難から、収入増を図るため、2006年頃から各地で導入され始めていた施設命名権の募集を検討、隣県の香川県営野球場（現：レクザムスタジアム）、徳島県鳴門総合運動公園陸上競技場（現：鳴門・大塚スポーツパークポカリスエットスタジアム）などの例も参考に、年額2千万円以上、3年間継続を希望条件として、2007年10月公募した。
2007年11月末までに応募のあったのは伊予市に本社を置くニンジニアネットワークの1社のみで、同年12月に同社が命名権を取得した。2008年4月1日から3年間（年額2,128万円〈税込で2,234万4千円〉）の契約で、「ニンジニアスタジアム」の呼称（略称は「ニンスタ」）を使用することとなった。
その後、2011年2月の契約満了前の2011年1月15日に愛媛県とニンジニアネットワークは命名権の契約を更新した。契約は2011年3月1日から5年間であり、契約年額及び呼称・略称は前回契約時と同様である。2016年にも更新を行い、2019年2月28日までの3年間の契約を行っている。2024年2月に5年間の契約更新を行い、2029年2月末まで延長された。
なお、命名権採用後は基本的に上記の名称を使うことになっているが、クリーンスタジアム規定が適用される国際サッカー連盟及びアジアサッカー連盟主催の国際試合・大会（AFCチャンピオンズリーグなど）では、例外として正式名称を使用する。

## アクセス

### バス
- 伊予鉄道松山市駅（バス3番のりば）・いよ立花駅より伊予鉄バス「森松・砥部線（えひめこどもの城行き）」で「ニンジニアスタジアム（陸上競技場前）」下車[6][7]
- 伊予鉄道松山市駅（バス3番のりば）・いよ立花駅より伊予鉄バス「森松・砥部線（大岩橋、断層口行き）」で「総合運動公園口」下車[6][7]
- JR松山駅よりジェイアール四国バス久万高原行きで「総合運動公園口」下車[6]

### 自動車
- 松山自動車道松山インターチェンジより約10分[6][7]

### その他
- 愛媛FCホームゲーム開催時には伊予鉄バスとジェイアール四国バスが松山駅・松山市駅等から臨時バス（有料）が運行されていた。現在は新型コロナウイルス感染症の影響等により廃止されている[8]。

## ギャラリー

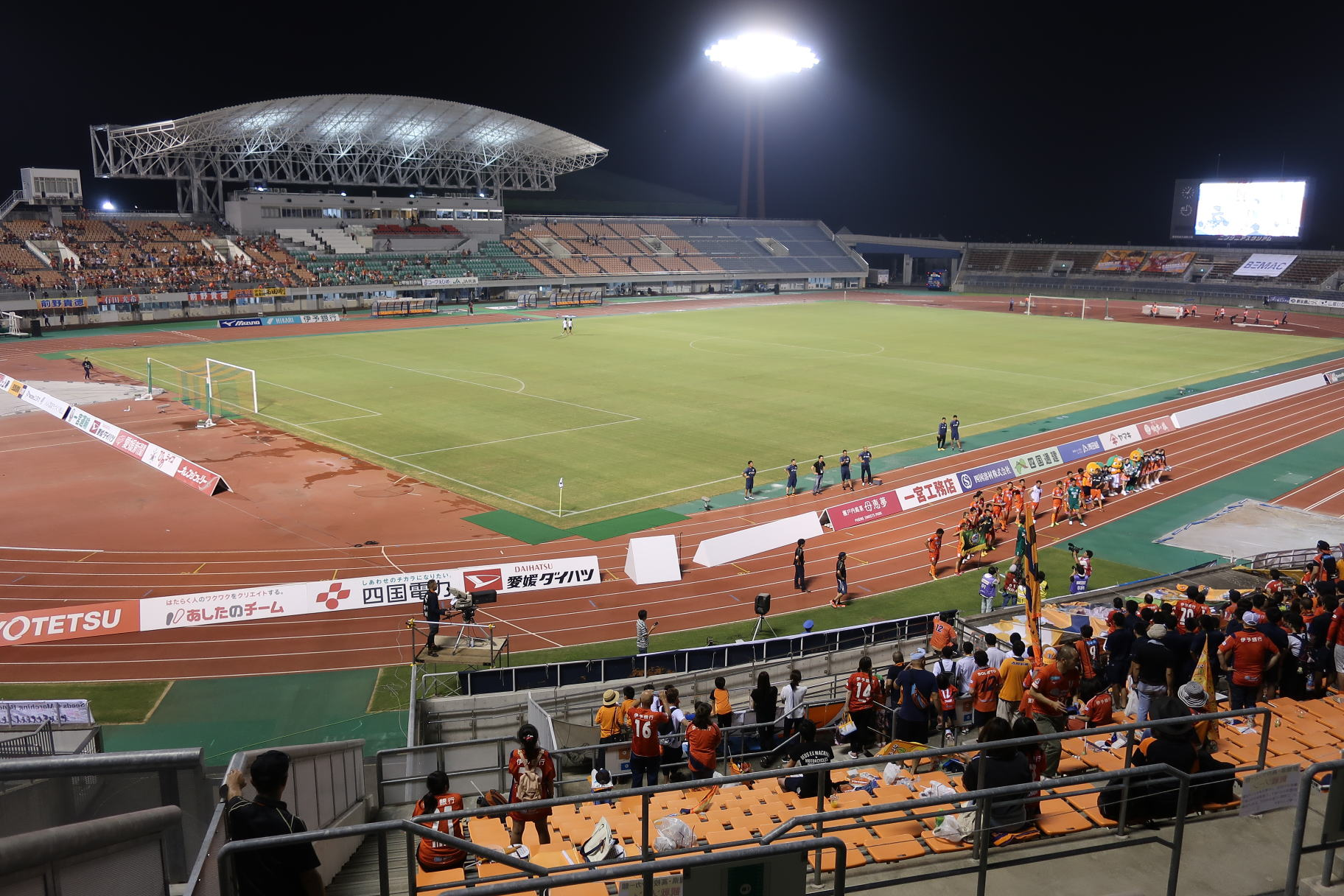
ニンジニアスタジアムメインスタンドを見る
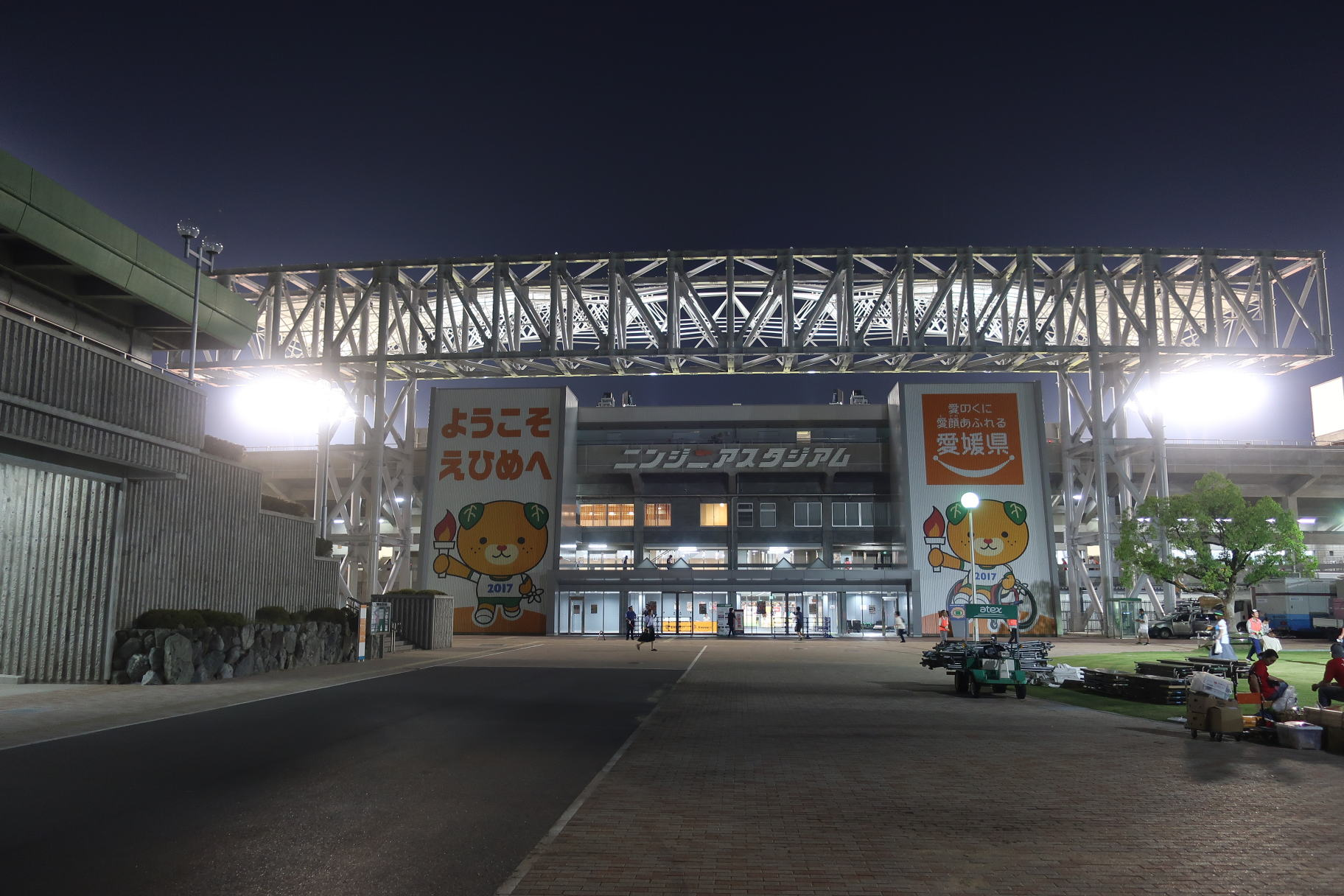
ニンジニアスタジアム正面入口
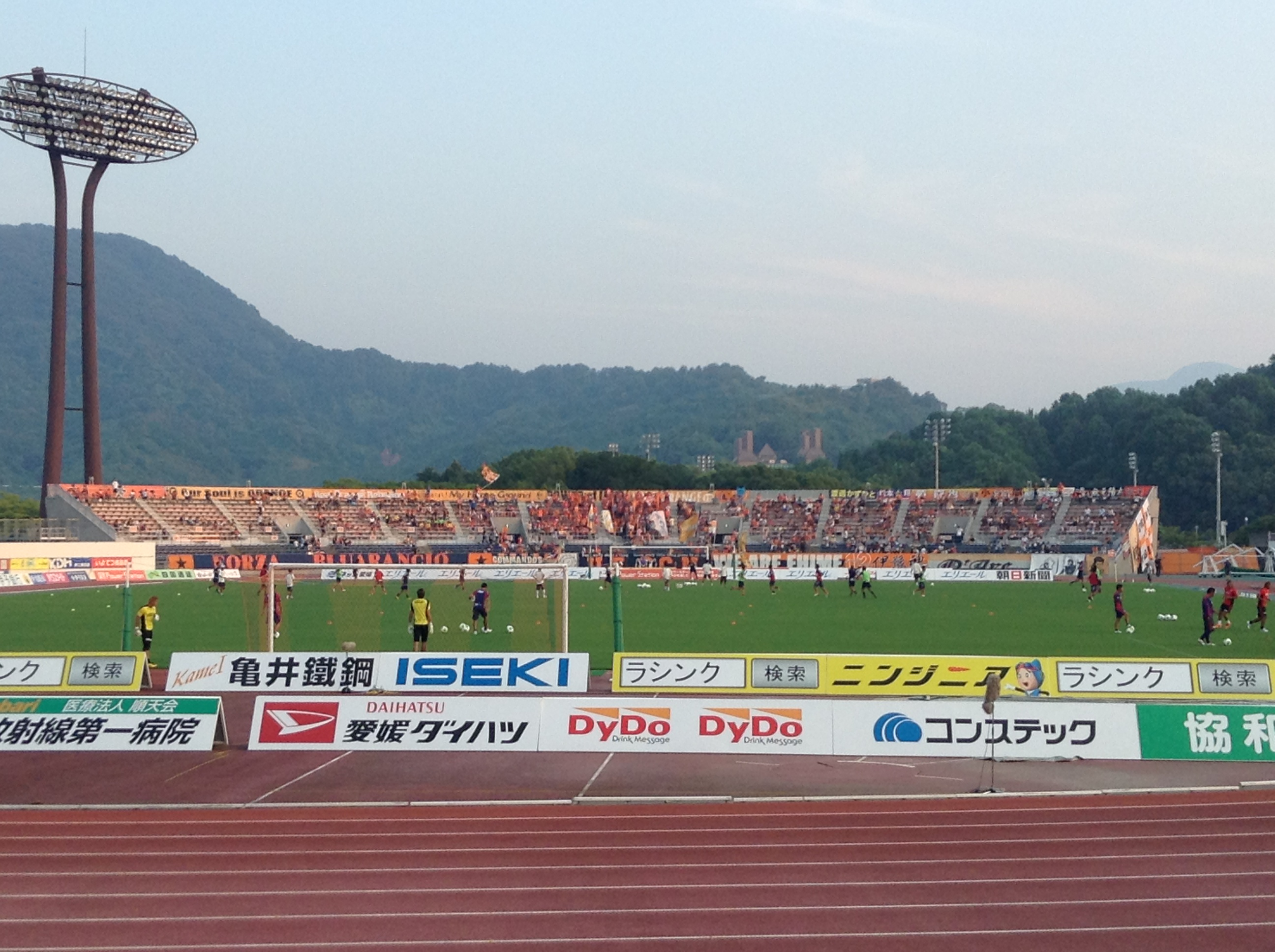
ゴール裏席で応援する愛媛FCサポーター
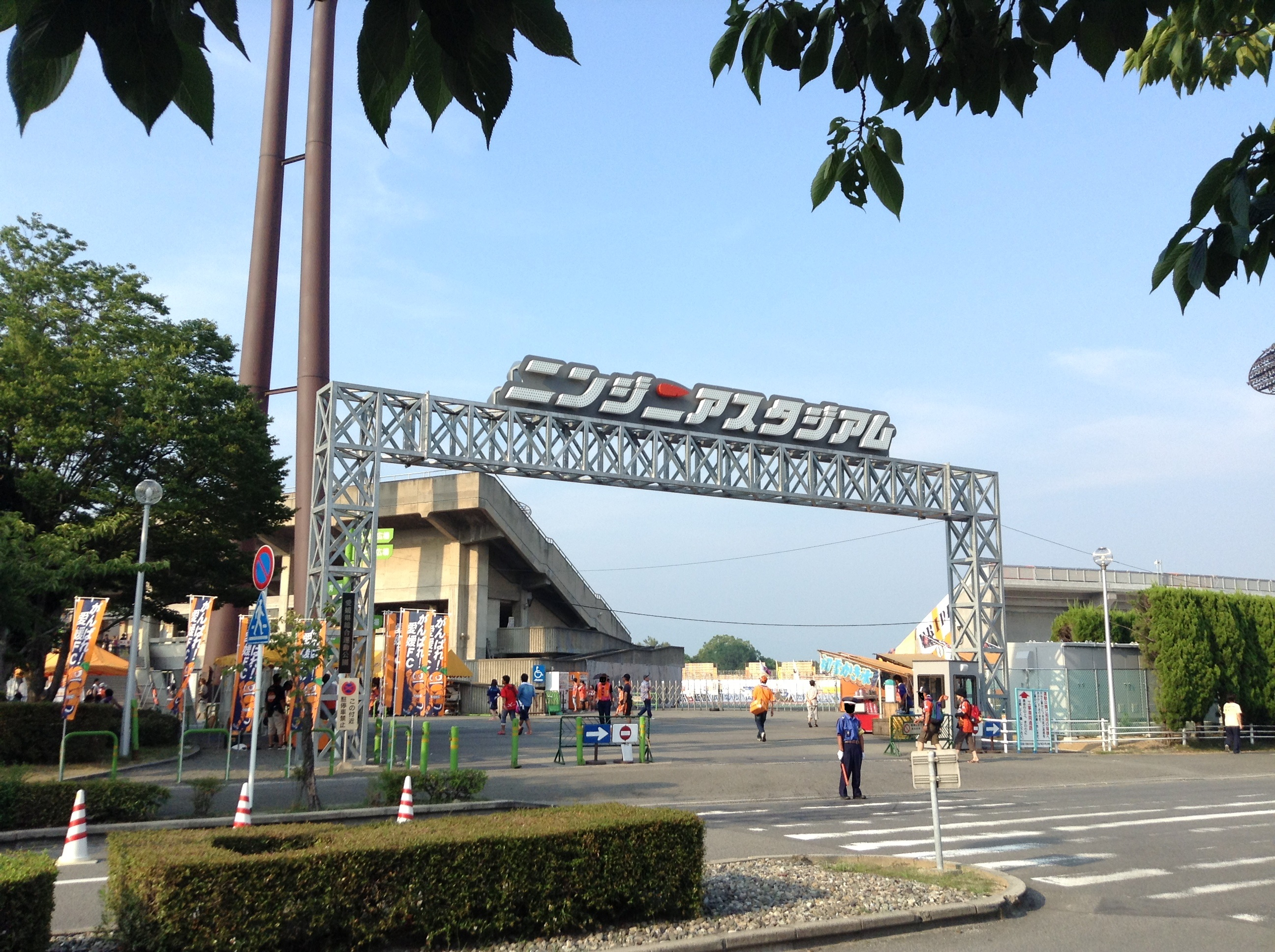
ニンジニアスタジアム前のゲート
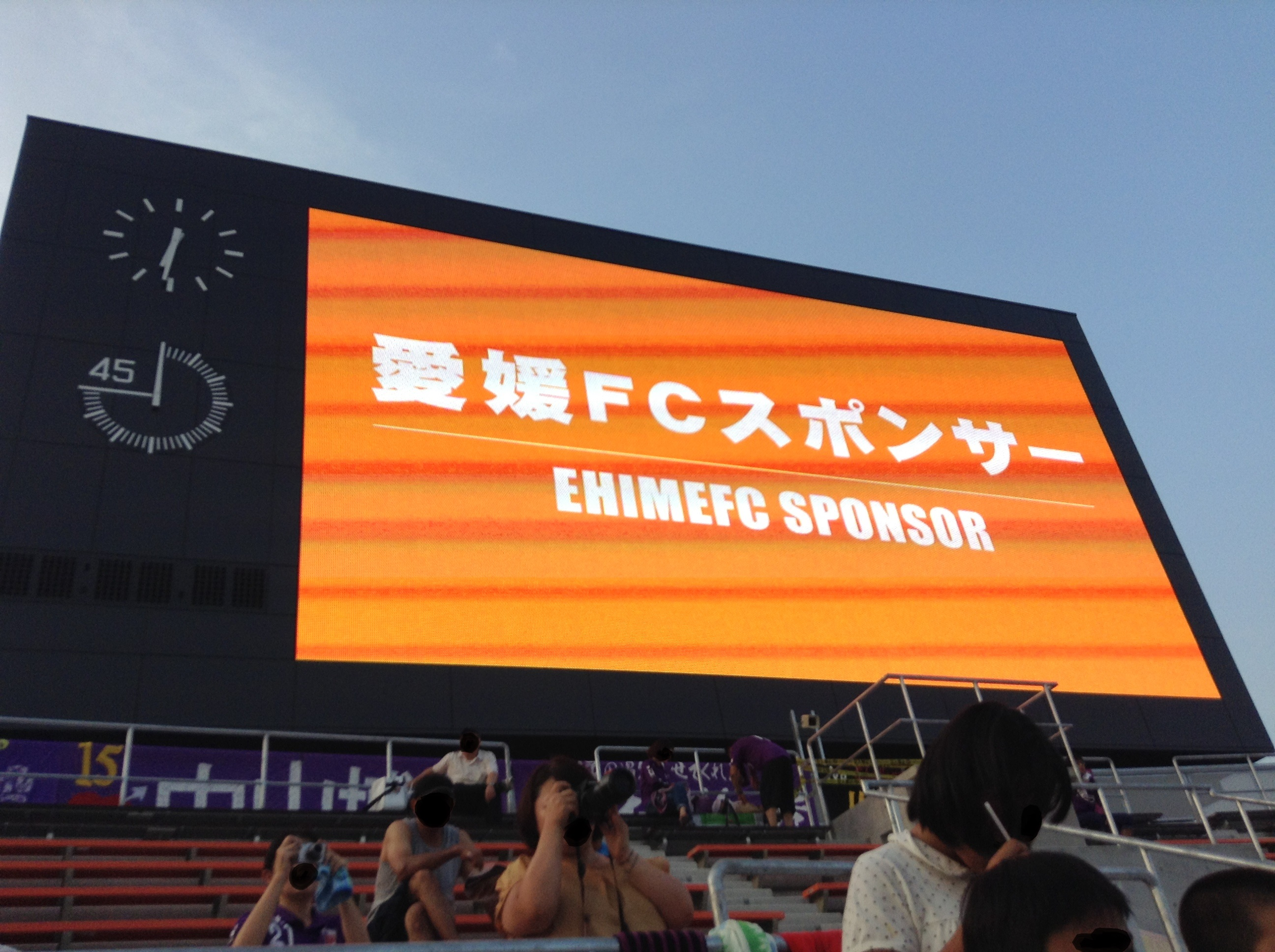
2013年度より導入された大型映像装置
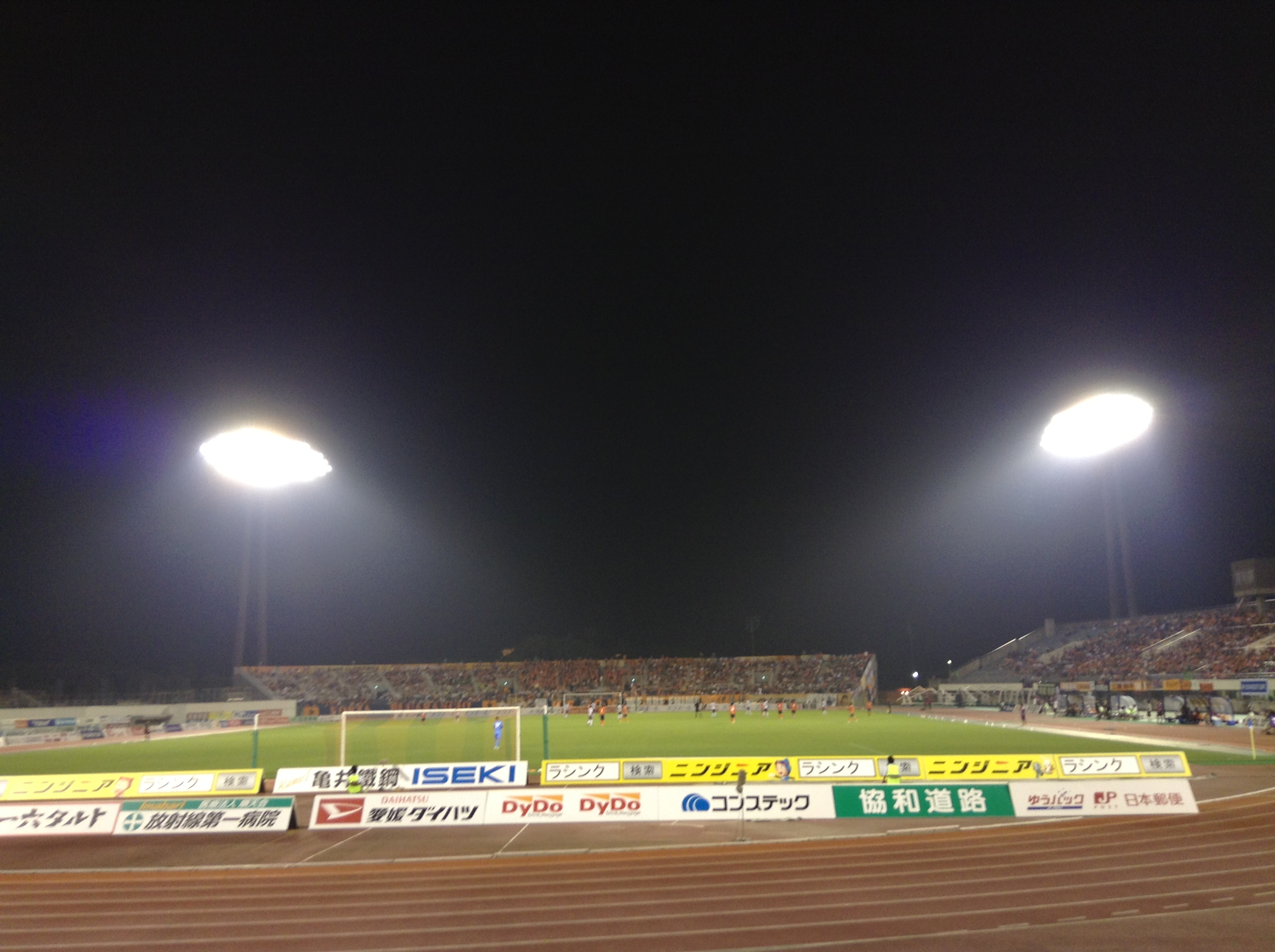
ナイトゲーム開催時
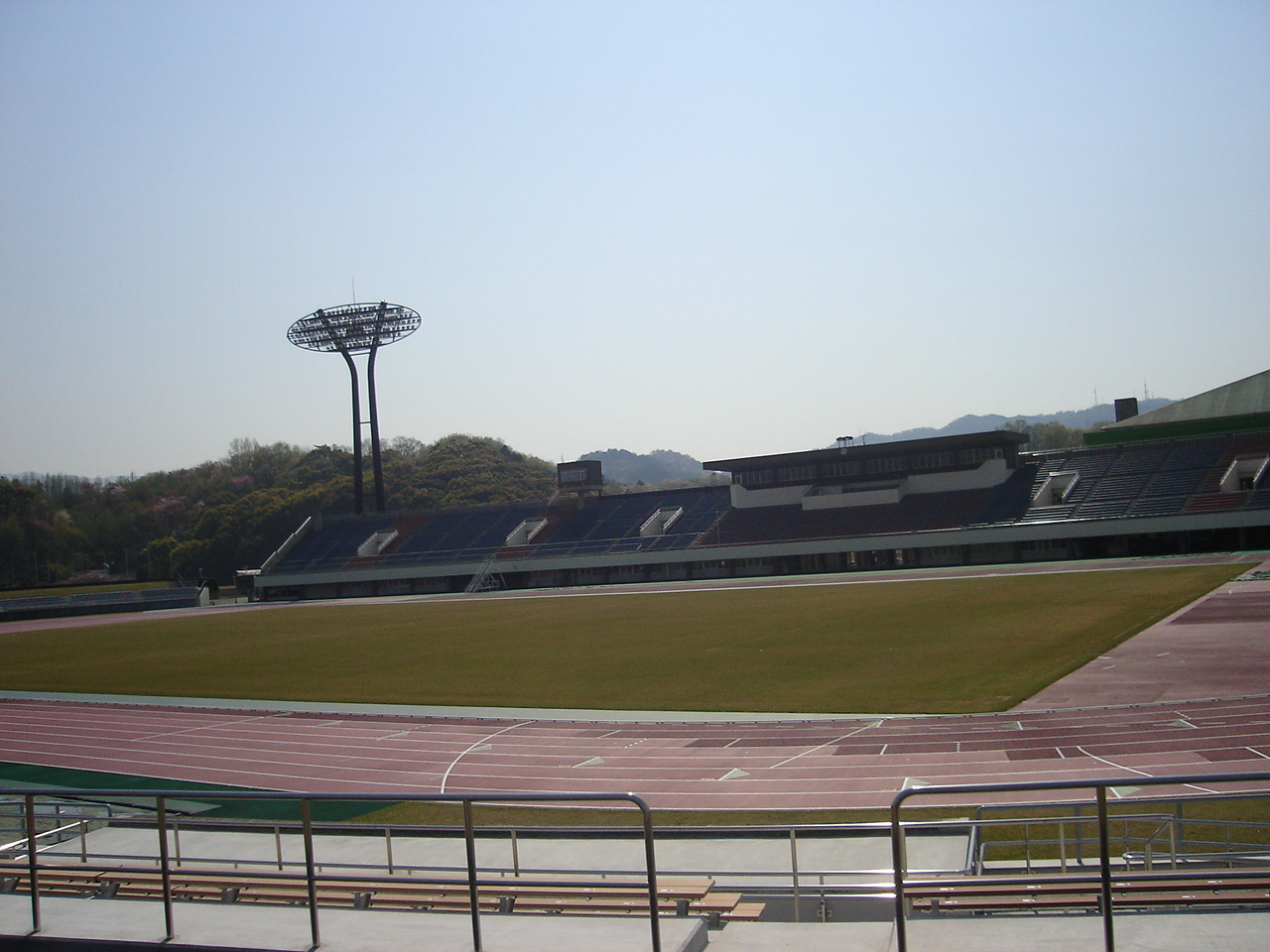
愛媛県総合運動公園陸上競技場（2005年3月撮影）
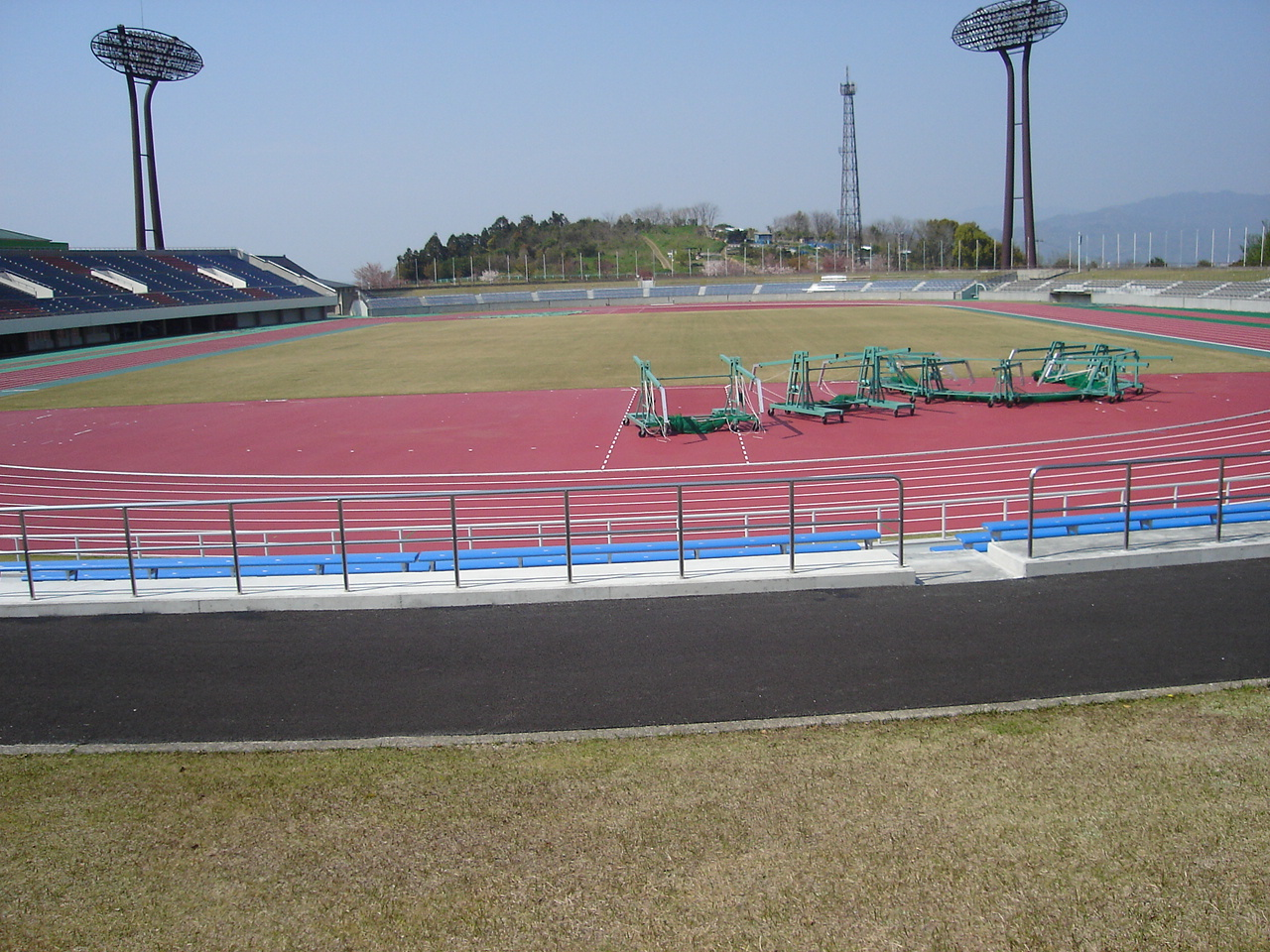
愛媛県総合運動公園陸上競技場（2005年3月撮影）